# إرنست بيم
إرنست بيم (بالألمانية: Ernst Behm)‏ هو جغرافي ألماني، ولد في 4 يناير 1830 في غوتا في ألمانيا، وتوفي بنفس المكان في 15 مارس 1884.